# Publius Sulpicius Scribonius Proculus
Publius Sulpicius Scribonius Proculus († 67) war ein römischer Senator des 1. Jahrhunderts n. Chr.
Er war Sohn des Senators Scribonius Proculus, der im Jahr 40 von Kaiser Caligula getötet wurde. Proculus hatte einen Bruder, Publius Sulpicius Scribonius Rufus; laut Cassius Dio war das Verhältnis der Brüder sehr eng. Beide bekleideten in einem nicht genau bekannten Jahr das Konsulat. Proculus war zu einem ebenfalls nicht bekannten Zeitpunkt Aufseher über die öffentlichen Bauten in Rom (curator operum publicorum). Im Jahr 58 schlug er zusammen mit seinem Bruder im Auftrag des Kaisers Nero Unruhen in Puteoli nieder. Seit spätestens 63 waren die beiden Brüder Befehlshaber der beiden germanischen Heere, Proculus in Obergermanien (Germania superior), Rufus in Niedergermanien (Germania inferior). Proculus’ Statthalterschaft ist durch mehrere Inschriften bekannt, so ein Militärdiplom aus dem Jahr 65 und die Inschrift der Großen Mainzer Jupitersäule. Im Jahr 67 wurden die beiden abgelöst und zu Nero nach Griechenland gerufen, wo sie gezwungen wurden, sich das Leben zu nehmen, weil Nero sich ihren Besitz aneignen wollte; vielleicht wurden sie auch beschuldigt, einer Verschwörung gegen den Kaiser anzugehören.